# Alciphron

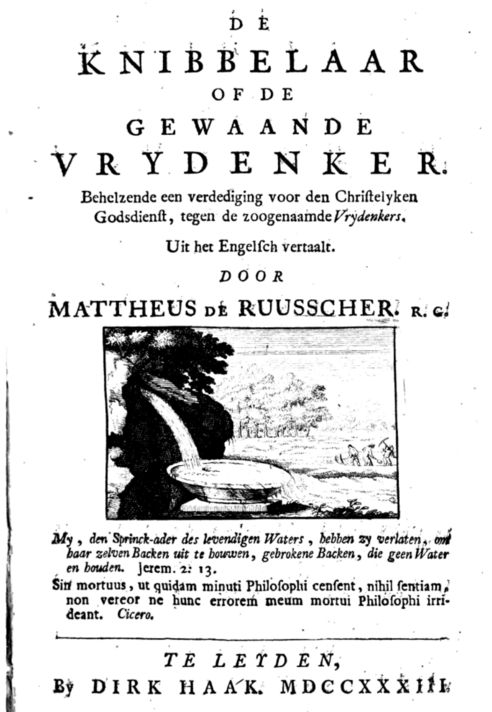
Titelblad van de eerste Nederlandse vertaling (1733).

Alciphron. De knibbelaar, of De gewaande vrydenker (Engelse titel: Alciphron, Or The Minute Philosopher) is een filosofische dialoog geschreven door de 18e-eeuwse Ierse filosoof George Berkeley, waarin hij het christendom verdedigde tegen de argumenten van vrijdenkers zoals de Nederlandse filosoof Mandeville en de Engelse filosoof Shaftesbury. De oorspronkelijke ondertitel luidt dan ook 'Behelzende een verdediging voor den Christelyken Godsdienst, tegen de zoogenaamde Vrydenkers'. Het boek werd voor het eerst in het Engels gepubliceerd in 1732. Een Nederlandse vertaling van Mattheus de Ruusscher verscheen in 1733 in Leiden.
De dialoog speelt zich voornamelijk af tussen vier personages, de vrijdenkers Alciphron en Lysicles, Berkeley's woordvoerder Euphranor, en Crito, die optreedt als woordvoerder van het traditionele christendom. De doorgaans zwijgzame verteller van de dialoog heet Dion.
Het werk bevat twee opmerkelijke hoofdstukken:
- Dialoog IV (Vierde Zamenspraak), waarin Berkeley een nieuw teleologisch godsbewijs presenteert op basis van zijn eigen theorie over visuele taal, die hij verdedigde in zijn Essay Toward a New Theory of Vision (voor het eerst gepubliceerd in 1709 en opgenomen in de eerste editie van Alciphron).[4]
- Dialoog VII (Zevende Zamenspraak), waarin Berkeley een nieuwe taaltheorie presenteert, die is vergeleken met de taaltheorie van Ludwig Wittgenstein in zijn Filosofische onderzoekingen (1953).[5]

In een later werk, The Theory of Vision Vindicated and Explained (voor het eerst gepubliceerd in 1733), haalde Berkeley het werk van Alberto Radicati aan als bewijs dat de opvattingen die het personage Lysicles bepleit niet zijn overdreven (para. 5).